# Lenca

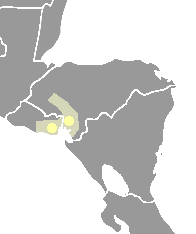
Hipotetyczna terytorium Lenca

Lenca – grupa indiańskich plemion zamieszkujących na terenie Hondurasu. Liczebność ich jest szacowana na ok. 60–70 tysięcy. Grupa ta jest zaliczana do ludów mówiących językami czibczańskimi lub makroczibczańskimi.
W skład tej grupy wchodzą:
- Chilanga
- Guajiquero
- Opatoro
- Similatón

Zamieszkują tereny w zachodniej i środkowej części Hondurasu, na wybrzeżu Pacyfiku (pomiędzy zatoką Fonseca i doliną rzeki Lempa) oraz we wschodnim Salwadorze.
Plemiona te zajmują się głównie hodowlą i uprawą roli.